# Леон Шлезінгер
Леон Шлезінгер (англ. Leon Schlesinger; 20 травня 1884, Філадельфія — 25 грудня 1949) — американський кінопродюсер, засновник компанії Leon Schlesinger Productions, яка пізніше стала студією Warner Bros. Cartoons.
На його студії були створені мультфільми серіалу «Looney Tunes» та їх герої: Багз Банні, Даффі Дак та інші.
Похований в Голівуді, Каліфорнія.

## Продюсер в кіно
- 1932 — «Примарне золото» («Haunted Gold»), повнометражний
- 1932 — «Осідлай його, ковбой» («Ride Him, Cowboy»), повнометражний
- 1933 — «Людина з Монтерей», («The Man from Monterey»), повнометражний
- 1933 — «Десь в Сонорі» («Somewhere in Sonora»), повнометражний
- 1939 — «Джіперс Кріперс» («Jeepers Creepers»), короткометражний